# Daniel Hannan
Daniel John Hannan (Lima, 1 de setembro de 1971) é um jornalista, autor e político inglês que é membro do Parlamento Europeu representando o distrito eleitoral do sudeste da Inglaterra pelo Partido Conservador.